# Трахит
Трахити су интермедијарне магматске стене, кенотипни (млађи) изливни еквиваленти сијенита. Настају кристализацијом лава интермедијарног састава, на површи Земље.
Минерали који изграђују трахит су:
- алкални фелдспат: санидин,
- бојени минерал: биотит, аугит, хорнбленда,
- споредни минерали: магнетит, апатит, циркон.

Структура трахита је порфирска, док је његова текстура флуидална.